# Governo Mjasnikovič
Il governo Mjasnikovič è stato il settimo esecutivo della Bielorussia per 4 anni dal 28 Dicembre 2010 al 28 Dicembre 2014. Il governo rassegna le Dimissioni di cortesia il giorno dopo le elezioni presidenziali del dicembre 2014 che videro la riconferma del presidente Lukashenko il quale ne approfitto accettando le dimissioni di cortesia con la motivazione di rinnovare il consiglio dei ministri.

## Situazione parlamentare
La seguente legenda indica le posizioni dei partiti al momento del giuramento del governo durante la 6 legislatura: 
| Camera | Collocazione | Partiti                  | Seggi     |
| Camera |              |                          |           |
| ------ | ------------ | ------------------------ | --------- |
| Camera | Maggioranza  | N-I (101), PC (6)        | 107 / 110 |
| Camera | Opposizione  | PCU (1), PDS (1), PA (1) | 3 / 110   |

La legenda indica la situazione parlamentare della settima legislatura dopo le elezioni del 2012
| Camera | Collocazione | Partiti                                                        | Seggi     |
| Camera |              |                                                                |           |
| ------ | ------------ | -------------------------------------------------------------- | --------- |
| Camera | Maggioranza  | N-I (104), PC (3)                                              | 107 / 110 |
| Camera | Opposizione  | Partito Repubblicano del Lavoro e della Giustizia (1), PA (1), | 3 / 110   |

## Composizione
Indipendenti
     Comunista
| Carica                                                        | Titolare | Titolare | Titolare                                                                | Partito politico | Partito politico |
| ------------------------------------------------------------- | -------- | -------- | ----------------------------------------------------------------------- | ---------------- | ---------------- |
| Primo ministro                                                |          |          | Michail Mjasnikovič                                                     | Comunista        |                  |
| Vice-primo ministro della Bielorussia                         |          |          | Uladzimir Siamashka                                                     | Indipendente     |                  |
| Ministro dell'architettura e dell'edilizia                    |          |          | Anatoly Nichkasau (Fino al 13 settembre 2013)                           | Indipendente     |                  |
| Ministro dell'architettura e dell'edilizia                    |          |          | Anatoly Nichkasau (Dal 10 Ottobre 2013)                                 | Comunista        |                  |
| Ministro degli interni                                        |          |          | Anatolij Kuljašov (Fino al 11 Maggio 2012)                              | Indipendente     |                  |
| Ministro degli interni                                        |          |          | Igor Shunevich (Dal 11 Maggio 2012)                                     | Indipendente     |                  |
| Ministro dell'edilizia abitativa e dei servizi comunali       |          |          | Uladzimir Belakhvostov (30 Giugno 2012)                                 | Indipendente     |                  |
| Ministro dell'edilizia abitativa e dei servizi comunali       |          |          | Andrej Shorats (Dal 1º Luglio 2012 al 13 Novembre 2014)                 | Indipendente     |                  |
| Ministro dell'edilizia abitativa e dei servizi comunali       |          |          | Aleksandr Cerakhov (Dal 13 novembre 2014)                               | Indipendente     |                  |
| Ministero della Salute                                        |          |          | Vasyl Zharko                                                            | Indipendente     |                  |
| Ministero degli esteri                                        |          |          | Sjarhej Martynaŭ (Fino al 20 Agosto 2012)                               | Indipendente     |                  |
| Ministero degli esteri                                        |          |          | Vladimir Makei (Dal 20 Agosto 2012)                                     | Indipendente     |                  |
| Ministero dell'informazione                                   |          |          | Oleg Proljaskovsky (Fino al 4 Giugno 2014)                              | Comunista        |                  |
| Ministero dell'informazione                                   |          |          | Lilia Ananich (Dal 1º Luglio 2014)                                      | Indipendente     |                  |
| Ministero della cultura                                       |          |          | Pavel Latushka (Fino al 10 Dicembre 2012)                               | Indipendente     |                  |
| Ministero della cultura                                       |          |          | Boris Sviatlov (Dal 10 Dicembre 2012)                                   | Indipendente     |                  |
| Ministero delle politiche forestali                           |          |          | Michail Amelyanovich                                                    | Indipendente     |                  |
| Ministro della difesa                                         |          |          | Yuri Zhadobin (Fino al 25 Novembre 2014)                                | Indipendente     |                  |
| Ministro della difesa                                         |          |          | Andrej Raukov (Dal 25 Novembre 2014)                                    | Indipendente     |                  |
| Ministro dell'istruzione                                      |          |          | Siarhei Maskevich                                                       | Indipendente     |                  |
| Ministero delle tasse e dazi doganali                         |          |          | Uladzimir Paluyan                                                       | Indipendente     |                  |
| Ministro per le situazioni di emergenza                       |          |          | Uladzimir Vashchenko                                                    | Indipendente     |                  |
| Ministro dell'Industria                                       |          |          | Alessandro Radevich (Fino al 04 Febbraio 2011)                          | Indipendente     |                  |
| Ministro dell'Industria                                       |          |          | Dmitry Katerynich (Dal 4 Febbraio 2011)                                 | Indipendente     |                  |
| Ministro delle risorse naturali e della protezione ambientale |          |          | Uladzimir Tsalko                                                        | Indipendente     |                  |
| Ministro delle Comunicazioni e dell'Informatizzazione         |          |          | Kanstancin Šul'han (Fino al 22 Febbraio 2014)                           | Comunista        |                  |
| Ministro delle Comunicazioni e dell'Informatizzazione         |          |          | Sergej Papkov (Dal 22 Febbraio 2014)                                    | Indipendente     |                  |
| Ministro dell'Agricoltura e dell'Alimentazione                |          |          | Michail Rusy (Fino al 21 Agosto 2012)                                   | Comunista        |                  |
| Ministro dell'Agricoltura e dell'Alimentazione                |          |          | Leonid Zayats (Dal 21 Agosto 2014)                                      | Indipendente     |                  |
| Ministro dello Sport e del Turismo                            |          |          | Oleg Kachan (Fino al 28 Ottobre 2012)                                   | Indipendente     |                  |
| Ministro dello Sport e del Turismo                            |          |          | Alessandro Shamko (Dal 28 Ottobre 2012)                                 | Indipendente     |                  |
| Ministro del commercio                                        |          |          | Valentin Chakanov                                                       | Indipendente     |                  |
| Ministro dei trasporti e delle comunicazioni                  |          |          | Ivan Shcherba (Fino al 31 luglio 2012)                                  | Indipendente     |                  |
| Ministro dei trasporti e delle comunicazioni                  |          |          | Anatoly Sivak (Dal 1º Agosto 2012)                                      | Indipendente     |                  |
| Ministero del lavoro e della Protezione sociale               |          |          | Mariana Shchotkina                                                      | Indipendente     |                  |
| Ministero delle finanze                                       |          |          | Andrei Kharkavets (Fino al 6 Novembre 2014)                             | Indipendente     |                  |
| Ministero delle finanze                                       |          |          | Vladimir Amarin (Dal 6 novembre 2014)                                   | Indipendente     |                  |
| Ministero dell'economia                                       |          |          | Mykola Snapkov                                                          | Indipendente     |                  |
| Ministero dell'energia                                        |          |          | Alessandro Azyarets (Fino al 18 Aprile 2013)                            | Indipendente     |                  |
| Ministero dell'energia                                        |          |          | Uladzimir Patupchyk                                                     | Comunista        |                  |
| Ministero della Giustizia                                     |          |          | Viktor Galavanov (4 Ottobre 2011)                                       | Indipendente     |                  |
| Ministero della Giustizia                                     |          |          | Alexander Bileychyk Ad Interim (Dal 4 Ottobre 2011 al 13 Dicembre 2011) | Indipendente     |                  |
| Ministero della Giustizia                                     |          |          | Oleg Sliževskij (Dal 13 Dicembre 2011)                                  | Indipendente     |                  |